# 黑龙江省总工会
黑龙江省总工会是黑龙江省地方工会和产业工会的领导机关，受中国共产党黑龙江省委员会和中华全国总工会领导。